# Peltochelys
Peltochelys is een geslacht van uitgestorven schildpadden, verwant aan de huidige weekschildpadden (Trionychoidea). Het leefde tussen het Laat-Jura en het Vroeg-Krijt (Kimmeridgien - Aptien, ongeveer 155 - 115 miljoen jaar geleden) en zijn fossiele overblijfselen zijn gevonden in Europa.

## Naamgeving
Peltochelys duchastelli werd voor het eerst beschreven door Louis Dollo in 1884, op basis van een enkel schild, lectotype IRSNB Ct.R.16, uit de Bernissart-mijn in België. De typesoort is Peltochelys duchasteli. De geslachtsnaam betekent 'klein schild-schildpad'. De soortaanduiding eert graaf F. Duchastel. Andere fossielen werden vervolgens gevonden in bodems uit het Vroeg-Krijt van Duitsland en het Laat-Jura van Portugal (Karl et alii, 2012).

## Beschrijving
Peltochelys, dat alleen bekend is van losse schilden, was van gemiddelde grootte en de schaal alleen kon meer dan vijfentwintig centimeter lang worden. De schaal had tien paar perifere platen en gepaarde ventrale nekuitsteeksels waren aanwezig. Er was ook een intergulare plaat, een paar gulares en een complete set inframarginales; Peltochelys had grote, brede lobben van plastronplaten en het oppervlak van het schild was versierd met kleine, puntachtige kuiltjes.

## Classificatie
Peltochelys wordt beschouwd als een basale vertegenwoordiger van de Trionychia, een groep schildpadden die de bekende weekschildpadden van vandaag omvat. Peltochelys lijkt in de buurt van de basis van deze clade te zijn geweest. Het is mogelijk dat Sandownia, alleen bekend om schedelmateriaal, ook een basale vertegenwoordiger was van dezelfde clade.